# オスニエロサウルス
オスニエロサウルス（学名: Othnielosaurus）はジュラ紀後期、1億5500万年前から1億4800万年前に現在のアメリカ西部モリソン累層付近に生息していた鳥盤類恐竜の属である。属名はオスニエル・チャールズ・マーシュに献名されたもので、以前はラオサウルス（Laosaurus）の一種とされていた。この属は以前にはオスニエリア属（Othnielia）に含まれていた化石に基づいて創設されたが、これはオスニエリア属が属名を維持するにはあまりにも情報の乏しい化石に基づいているため、状態のよい標本に基づき新属として分離されたものである。これはマーシュとライバルのエドワード・ドリンカー・コープの間でなされたボーンウォーズ以来残されてきた分類上の問題を解決するために行われているここ数十年の研究の一部である。オスニエロサウルスは一般的にヒプシロフォドン科（Hypsilophodontidae）に分類されてきた。これは一般的な二足歩行の草食もしくは雑食の小型恐竜のグループであるが、最近の研究ではそのグループとしての独自性もオスニエロサウルスをそれに含めることにも疑いがあるとされている。

## 特徴

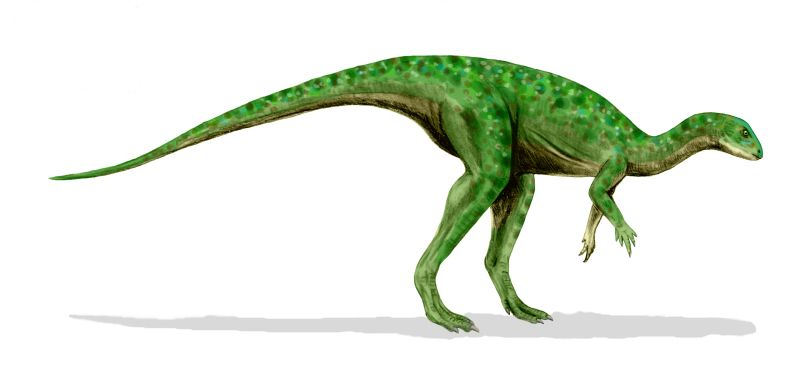
Othnielosaurus consors生体復元図

オスニエロサウルスは体の全部分の化石が知られており、2体の状態のよい骨格が知られているものの、頭骨については十分な情報が得られていない（これらほとんどは1977年以降Othnielia rexとして知られ、多く参照されてきたものであることに注意されたい）。オスニエロサウルスは小型の恐竜であり、体長2 m以下、体重10 kg以下であった。二足歩行であり、前肢は短く、長い後肢には筋肉が付着するための大きな突起があった。手は小さく、指は太く短かった。木の葉形の頬歯（三角形で小歯上の縁を持つ）と単純な構造の前上顎骨を持っていた。ヒプシロフォドンやテスケロサウルスのようなヒプシロフォドン科やタレンカウエンのようなイグアノドンティアの鳥脚類と同じように、オスニエロサウルスには肋骨に沿って細いプレートがあった。これはintercostal platesと呼ばれ、軟骨起源の構造である。

## 古病理学
オスニエロサウルスは四肢を怪我した痕跡が報告されている。中には歩行時に痛みを伴うほどの深手もあり、これは恐竜の回復力について知る貴重な手掛かりでもある。

## 分類
オスニエロサウルス（以前にはラオサウルス、ナノサウルス（Nanosaurus）、オスニエリアとされてきた）は一般的にはヒプシロフォドン科の鳥脚類とされてきた。このグループは小型で、走行性の草食恐竜として漠然と定義されたものである。1990年ロバート・バッカーらはこれに対して異議を唱え、新たな分類群としてドリンカー・ニスティ（Drinker nisti）を記載した論文の中でオスニエリアを2種（O. rex と O. consors）に分け、ヒプシロフォドン科よりも系統的に基盤的なオスニエリア科（othnielidae）に属するとした。最近の研究ではヒプシロフォドン科は多系統であり、ドリンカーそのものは記載以来新しい情報が公開されていないので論争の的になっているが、オスニエリア科が他のヒプシロフォドン科よりも基盤的であるという概念は支持されている。他の基盤的な鳥脚類もしばしばオスニエロサウルスと関連付けられ、特にヘクシンルサウルス（Hexinlusaurus）は少なくとも1人の著者によりオスニエリアの1種O. multidensとみなされている。新たな研究にではオスニエロサウルスが伝統的なヒプシロフォドン科よりも基盤的であるという仮説に一致した結果が得られている。さらには鳥脚類、あるいはより大きなグループであり、角竜類や堅頭竜類も含む角脚類からも除外されより遠いグループであるとさえされている。

## 研究史

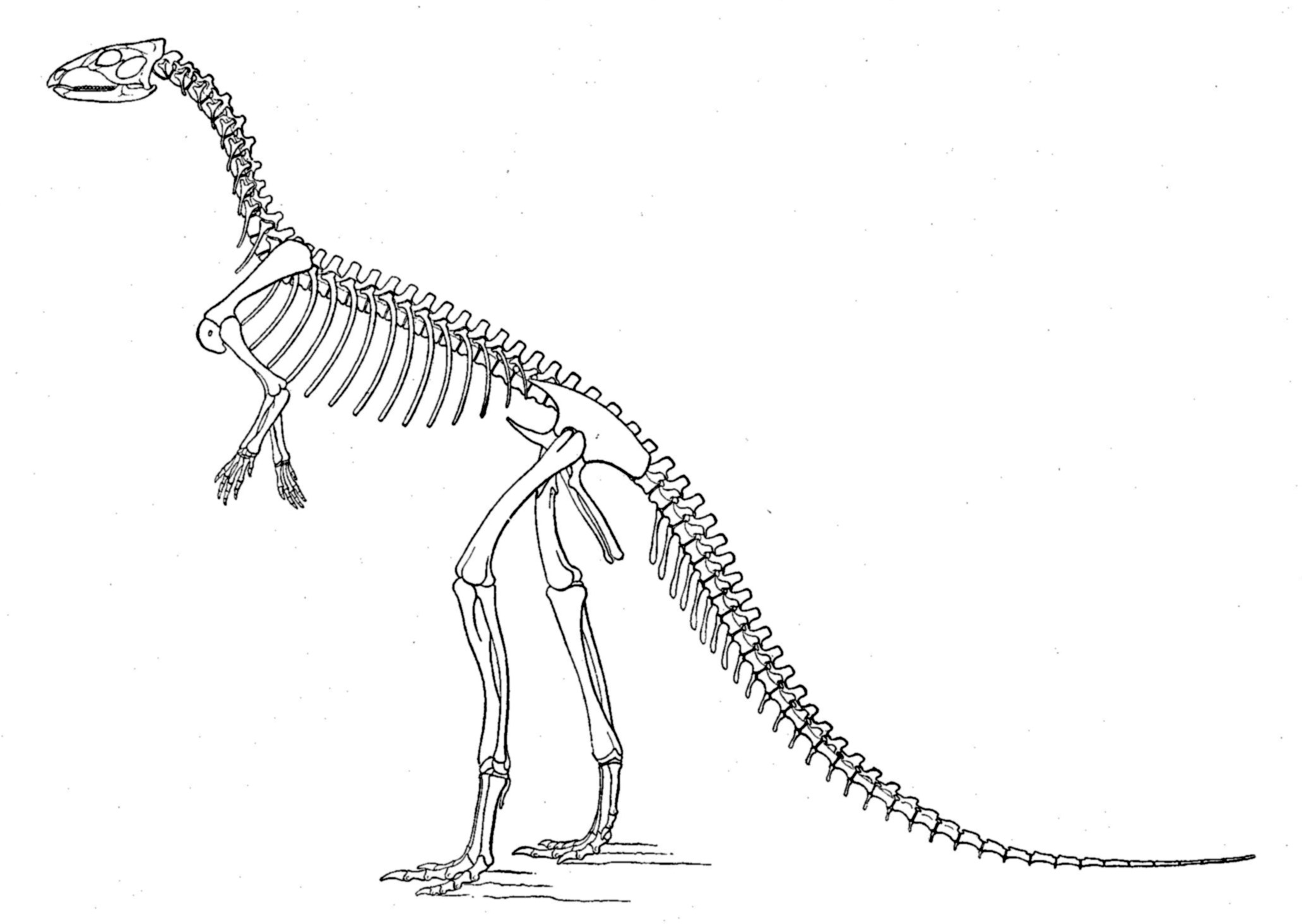
オスニエル・チャールズ・マーシュにより1896年に描かれた "Laosaurus" consors（現在のオスニエロサウルス）の骨格復元図

O.C.マーシュは19世紀にヒプシロフォドン科やヒプシロフォドンに似た動物と認識されるようになってきた複数の属、種を命名した。これにはNanosaurus agilis (おそらく)、"N." rex、 Laosaurus celer、 L. consors、および L. gracilisが含まれている。この分類は非常に複雑化しており、以来いくつもの再考がなされた。
1877年、マーシュはナノサウルスの2つの種を別々の論文で発表した。これらコロラド州、ガーデンパークのモリソン類層から発見された部分的な化石に基づいている。一方の種N. agilisはピーボディー自然史博物館の標本YPM1913に基づき記載された。この標本には歯骨の印象化石と腸骨、大腿骨、脛骨、腓骨などの頭以外に骨が含まれているもう一方の論文では、第2の種N. rexが完全な大腿骨YPM 1915に基づき記載された（この標本は2007年にガルトンによりYPM 1925と呼ばれている）。マーシュは両種とも小型（キツネほどの大きさ）の動物と考えていた。またこの属を現在では破棄されたナノサウルス科（Nanosauridae）に属するとしていた。
翌年、マーシュはワイオミング州、コモブラフでサミュエル・ウェンデル・ウィリストンが収集した化石に基づき新属ラオサウルスを命名した。2種が命名され、タイプ種L. celerは7個の椎骨（YPM 1875）に基づいており、もう1つのより小さな種L. gracilisは最初は胴椎の椎体、尾椎の椎体、部分的な尺骨に基づいて命名された（1983年のピーター・ガルトンの総説ではこの標本には13の胴椎と8つの尾椎の椎体、両後肢の一部分が見つかっている） 。  
マーシュは1894年第3の種L. consorsをYPM 1882に基づき命名した。この標本にはほとんど関節した1体分の骨格と少なくとも1個体分の部分骨格から構成されている。
頭骨は部分的にしか保存されておらず、また椎骨が椎体のみ発見されていることから亜成体の個体であると見られる。ガルトン（1983）では現在マウントされている骨格のほとんどは石膏で復元されたものか、もしくは塗装されたものあることに注意している。

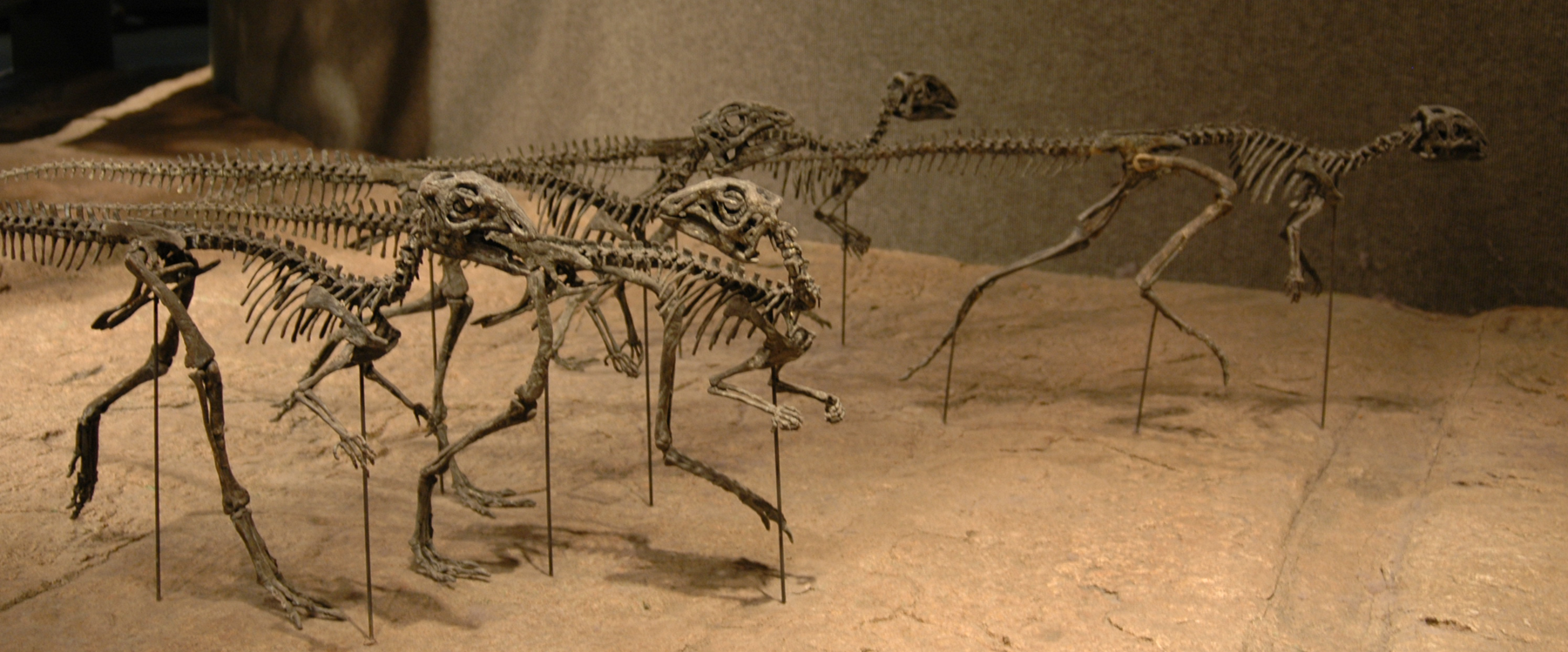
デンバー自然科学博物館に展示される疾走する群れ

ピーター・ガルトンが一連の論文によりヒプシロフォドン科の再考を行ったため、これらの動物は1970年代から1980年代にかけて少し専門家の注目を集めた。1973年、ガルトンとジム・ジェンセンは頭部、手、尾の無いNanosaurus (?) rex
のものとされる部分的な標本（2007年にガルトンによりBYU ESM 163とされた）を記載した。この標本は記載前に収集者によって損傷されてしまっている。1997年までにガルトンはN. rexおよび新たな標本はNanosaurus agilisとは全く違っているとして、N. rexを新属オスニエリア（Othnielia）とした。1977年に発表されたドリオサウルス（Dryosaurus）の大陸横断的な種に関する論文の中では、詳細には述べていないものの、Laosaurus consorsとL. gracilisは新属とすべきで、L. celerはnomen nudumであるとしている。ドリンカーの原記載論文ではさらに複雑な問題となっている。
2007年のガルトンによる最近の研究ではモリソン累層の鳥盤類に関する再評価が行われ、 "Nanosaurus" rex (およびオスニエリア属に拡張されている) の基準となっている大腿骨は、タクソンを識別できるものでは無いと結論し、より標徴的な化石資料に基づいているBYUのLaosaurus consorsの骨格を指定した。同様にラオサウルス属は標徴的な化石資料に基づいていないとして、L. consors対して独自の新たな属名オスニエロサウルスを与えた。結果として実質的にオスニエリアとして考えられていたものは、現在 Othnielosaurus consorsとして知られている。同じ標本に基づいているものではないため、オスニエリアはオスニエロサウルスのシノニムではない。しかし、オスニエリアを記述、描画するに使用されていた骨格がオスニエロサウルスとして指定されたため、古い方の名前オスニエリアは最初の大腿骨のためだけに残されている。以下に示すのはこれまでに登場したタクソンの現在の状態である。Nanosaurus agilisはおそらく基盤的な鳥脚類である。 "N." rex (Othnielia) は疑わしい基盤的な鳥脚類である。Drinker nistiは一応は独自の正当なタクソンであり、L. consorsはオスニエロサウルスのタイプ種であり、 L. celerとL. gracilisは未だ疑問種とされている。

## 生態と生息環境

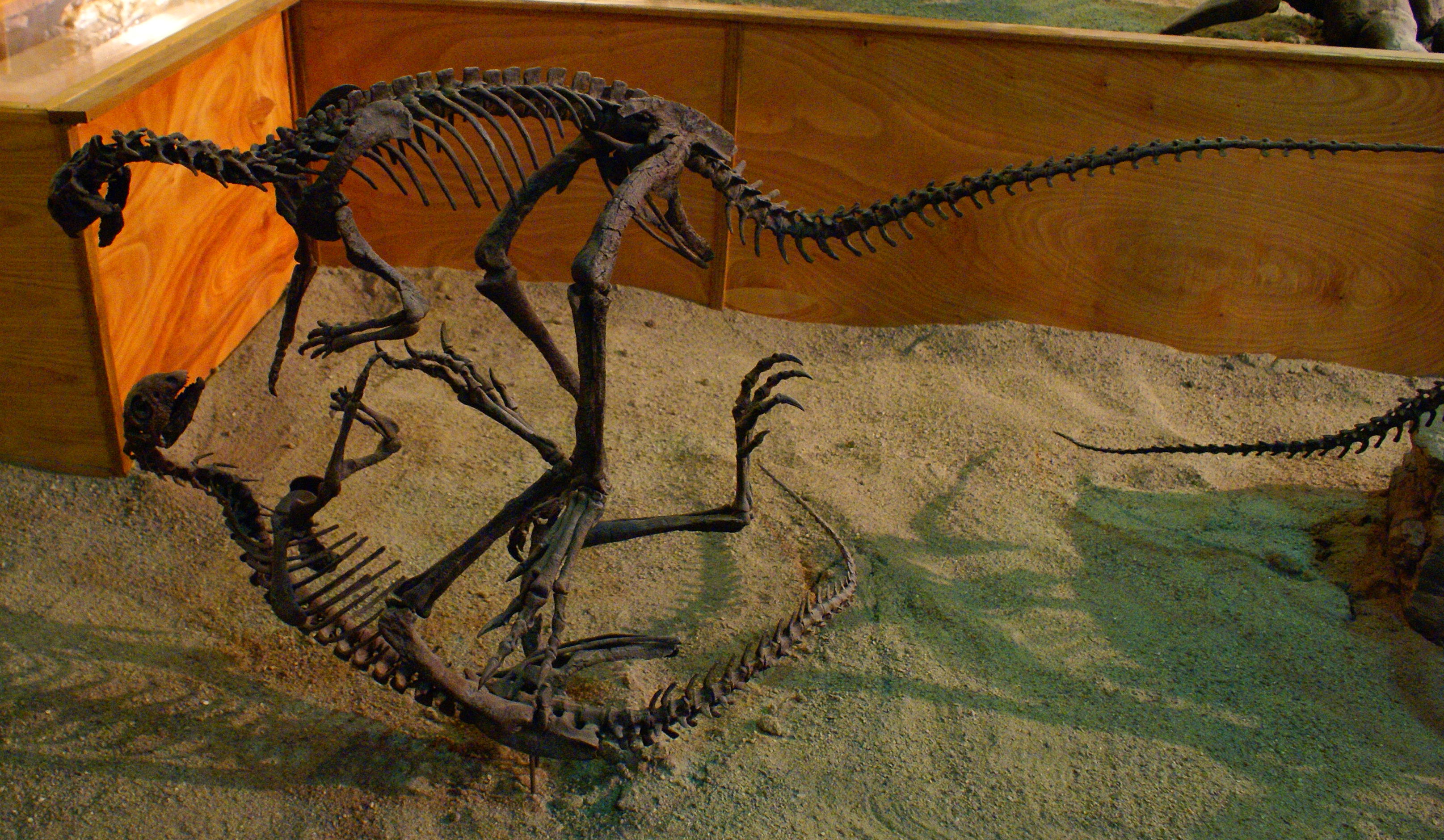
ワイオミング恐竜センターで展示される複製標本

オスニエロサウルスは多様なモリソン累層の恐竜の動物相では比較的小さい種で、巨大な竜脚類の中ではちっぽけな存在であった。モリソン累層ははっきりした雨季と乾季のある半乾燥環境の氾濫原であった。川沿いの針葉樹の森、木性シダ、木の少ないシダのサバンナなど植生は多様であった。オスニエロサウルスの化石採集地は化石が豊富で、緑藻、菌類、コケ、トクサ類、シダ、ソテツ、イチョウ、いくつかの科の針葉樹など化石が採集された。二枚貝、カタツムリ、条鰭類、カエル、サンショウウオ、カメ、ムカシトカゲ、トカゲ、淡水性および海生のワニ類、ある種の翼竜、多数の恐竜、梁歯類、多丘歯類、対称歯類、三錐歯類などの初期哺乳類など他の動物の化石が発見されている。恐竜としてはケラトサウルス、アロサウルス、オルニトレステス、トルヴォサウルスなどの獣脚類、アパトサウルス、バロサウルス、ブラキオサウルス、カマラサウルス、ディプロドクスなどの竜脚類、カンプトサウルス、ドリオサウルス、ステゴサウルスなどの鳥盤類が発見されている。オスニエロサウルスは層序領域2-5で発見される。
一般的にオスニエロサウルスはヒプシロフォドン科の種と同じように小型で、俊敏な草食動物であったと考えられる。しかし Bakker (1986)のようにナノサウルスのように雑食性であったとする説もある。この説は非公式に支持されているが、公式な論文はほとんど無い。この仮説を検証するにはより完全な状態の頭骨が記載される必要がある。